# Landkreis Zwickau
Der Landkreis Zwickau ist ein Landkreis im Westen von Sachsen. Er entstand am 1. August 2008 durch den Zusammenschluss der Landkreise Chemnitzer Land, Zwickauer Land und der kreisfreien Stadt Zwickau. Er ist der flächenmäßig kleinste Kreis im Freistaat und hat die höchste Einwohnerdichte aller Landkreise der neuen Bundesländer.

## Geografie
Der Großteil des Landkreises Zwickau zählt zum Erzgebirgsvorland. Nur der Süden wird dem Erzgebirge und ein kleinerer Teil im Südwesten dem Vogtland zugerechnet. Nachbarlandkreise sind im Westen der thüringische Landkreis Greiz, im Norden der ebenfalls thüringische Landkreis Altenburger Land, im Nordosten der Landkreis Mittelsachsen, im Osten die kreisfreie Stadt Chemnitz, im Süden und Südosten der Erzgebirgskreis sowie im Südwesten der Vogtlandkreis.

## Geschichte
Im Rahmen der sächsischen Verwaltungs- und Funktionalreform 2008, die mit Wirkung vom 1. August 2008 in Kraft trat, wurden die Landkreise Chemnitzer Land, Zwickauer Land und die kreisfreie Stadt Zwickau zu einem Großkreis zusammengelegt. Als Kreissitz wurde die größte Stadt Zwickau bestimmt, in den bisherigen (Großen) Kreisstädten verblieben Außenstellen – namentlich Crimmitschau, Glauchau, Hohenstein-Ernstthal, Limbach-Oberfrohna und Werdau.
Der Landkreis gehört zum im Rahmen der Verwaltungsreform neu geschaffenen Kulturraum Vogtland-Zwickau.

## Bevölkerung
| Jahr | Einwohner |
| ---- | --------- |
| 2008 | 348.834   |
| 2010 | 341.932   |
| 2015 | 324.534   |
| 2020 | 312.033   |
| 2021 | 309.621   |
| 2022 | 310.838   |

Stand: 31. Dezember des jeweiligen Jahres

## Politik

### Kreistag
Der Kreistag des Landkreises Zwickau wurde am 9. Juni 2024 gewählt. Die 98 Sitze im Kreistag verteilen sich folgendermaßen auf die einzelnen Parteien:
| Wahl des Kreistages Zwickau 2024 %3020100 29,327,214,910,05,44,13,23,02,50,3 AfDCDUFWBSWSPDLinkeFDPGrüneFSPARTEIGewinne und Verlusteim Vergleich zu 2019 %p 10 8 6 4 2 0 −2 −4 −6 −8−10−12+9,6−2,5−0,1+10,0−1,8−10,3−2,9−3,2+2,5+0,3AfDCDUFWBSWSPDLinkeFDPGrüneFSPARTEI | Sitzverteilung (Stand: Wahl 2024)Insgesamt 98 Sitze - BSW: 10 - Linke: 4 - SPD: 5 - Grüne: 3 - FW: 15 - FDP: 3 - CDU: 27 - AfD: 29 - FS: 2 | Fraktionen (Stand: 26. August 2024)Insgesamt 98 Sitze - fraktionslos: 5 - BSW: 10 - SLG: 12 - FW: 15 - CDU: 27 - AfD: 29 fraktionslos: 3 FDP, 2 Freie Sachsen SLG = Fraktion SPD/Linke/Grüne |

| Parteien und Wählergemeinschaften | Parteien und Wählergemeinschaften           | 2024 | 2024  | 2019 | 2019  | 2014 | 2014  | 2008 | 2008  |
| Parteien und Wählergemeinschaften | Parteien und Wählergemeinschaften           | in % | Sitze | in % | Sitze | in % | Sitze | in % | Sitze |
| --------------------------------- | ------------------------------------------- | ---- | ----- | ---- | ----- | ---- | ----- | ---- | ----- |
| AfD                               | Alternative für Deutschland                 | 29,3 | 29    | 19,7 | 19    | 5,0  | 5     | n.k. | n.k.  |
| CDU                               | Christlich Demokratische Union Deutschlands | 27,2 | 27    | 29,7 | 30    | 39,9 | 40    | 37,1 | 38    |
| FW                                | Freie Wähler Kreisverband Zwickau e. V.     | 14,9 | 15    | 15,0 | 15    | 11,6 | 11    | 9,0  | 9     |
| BSW                               | Bündnis Sahra Wagenknecht                   | 10,0 | 10    | -    | -     | -    | -     | -    | -     |
| SPD                               | Sozialdemokratische Partei Deutschlands     | 5,4  | 5     | 7,2  | 7     | 10,5 | 10    | 10,2 | 10    |
| DIE LINKE.                        | DIE LINKE.                                  | 4,1  | 4     | 14,4 | 14    | 19,6 | 20    | 20,9 | 21    |
| GRÜNE                             | Bündnis 90/Die Grünen                       | 3,0  | 3     | 6,2  | 6     | 4,6  | 4     | 3,3  | 3     |
| FDP                               | Freie Demokratische Partei                  | 3,2  | 3     | 6,1  | 6     | 4,9  | 4     | 10,6 | 11    |
| FS                                | Freie Sachsen                               | 2,5  | 2     | -    | -     | -    | -     | -    | -     |
| PARTEI                            | Die PARTEI                                  | 0,3  | 0     | -    | -     | -    | -     | -    | -     |
| NPD                               | Nationaldemokratische Partei Deutschlands   | -    | -     | 1,1  | 1     | 4,0  | 4 (*) | 3,3  | 3     |
| AdP                               | Aufbruch deutscher Patrioten                | -    | -     | 0,6  | -     | -    | -     | -    | -     |
| UL                                | Unabhängige Liste                           | -    | -     | -    | -     | -    | -     | 3,8  | 3     |
| Gesamt                            | Gesamt                                      | 100  | 98    | 100  | 98    | 100  | 98    | 100  | 98    |
| Wahlbeteiligung in Prozent        | Wahlbeteiligung in Prozent                  | 66,3 | 66,3  | 59,8 | 59,8  | 46,3 | 46,3  | 40,7 | 40,7  |

### Landrat
Der Landrat wurde im Zuge der sächsischen Kommunalwahlen am 8. Juni 2008 und damit noch vor der eigentlichen Kreisgründung gewählt. Landrat wurde Christoph Scheurer (CDU), der im ersten Wahlgang 52,7 % der Stimmen erhielt. Scheurer war bereits als Landrat im ehemaligen Landkreis Glauchau sowie in dessen Nachfolgekreis Chemnitzer Land aktiv.
Bei den Landratswahlen am 7. Juni 2015 wurde er mit 60,8 % im ersten Wahlgang im Amt bestätigt. 2022 wurde Carsten Michaelis im zweiten Wahlgang mit 35,9 % und lediglich 10 Stimmen Vorsprung zum Nachfolger Scheurers gewählt. Erstmals wurde im Landkreis ein zweiter Wahlgang nötig. Landrat Michaelis trat sein Amt am 14. September 2022 an.
| Bewerber fett: Amtsinhaber            | Vorschlag                             | Stimmen                               | Anteil in %                           | gewählt                               | Stimmen                              | Anteil in %                          | gewählt                              |
| erster Wahlgang                       | erster Wahlgang                       | erster Wahlgang                       | erster Wahlgang                       | erster Wahlgang                       | zweiter Wahlgang[Anm. 1]             | zweiter Wahlgang[Anm. 1]             | zweiter Wahlgang[Anm. 1]             |
| 12. Juni 2022 Wahlbeteiligung: 39,0 % | 12. Juni 2022 Wahlbeteiligung: 39,0 % | 12. Juni 2022 Wahlbeteiligung: 39,0 % | 12. Juni 2022 Wahlbeteiligung: 39,0 % | 12. Juni 2022 Wahlbeteiligung: 39,0 % | 3. Juli 2022 Wahlbeteiligung: 28,9 % | 3. Juli 2022 Wahlbeteiligung: 28,9 % | 3. Juli 2022 Wahlbeteiligung: 28,9 % |
| Carsten Michaelis                     | CDU                                   | 30.588                                | 30,7                                  | keiner: 2. Wahlgang nötig             | 26.679                               | 35,9                                 | ×                                    |
| Andreas Gerold                        | AfD                                   | 21.047                                | 21,1                                  | keiner: 2. Wahlgang nötig             | 14.215                               | 19,1                                 |                                      |
| Dorothee Obst                         | FW                                    | 24.285                                | 24,4                                  | keiner: 2. Wahlgang nötig             | 26.669                               | 35,9                                 |                                      |
| Alexander Weiß                        | Die Linke                             | 8.436                                 | 8,5                                   | keiner: 2. Wahlgang nötig             | nicht angetreten                     | nicht angetreten                     | nicht angetreten                     |
| Jens Juraschka                        | SPD                                   | 10.075                                | 10,1                                  | keiner: 2. Wahlgang nötig             | 5.319                                | 7,2                                  |                                      |
| Raphael Roch                          | FDP                                   | 2.457                                 | 2,5                                   | keiner: 2. Wahlgang nötig             | nicht angetreten                     | nicht angetreten                     | nicht angetreten                     |
| Jens Haustein                         | dieBasis                              | 2.740                                 | 2,8                                   | keiner: 2. Wahlgang nötig             | 1.355                                | 1,8                                  |                                      |
| 7. Juni 2015 Wahlbeteiligung: 34,9 %  |                                       |                                       |                                       |                                       |                                      |                                      |                                      |
| Christoph Scheurer                    | CDU                                   | 56.709                                | 60,8                                  | ×                                     |                                      |                                      |                                      |
| Sandro Tröger                         | Die Linke                             | 26.107                                | 28,0                                  |                                       |                                      |                                      |                                      |
| Christian Klostermann                 | FDP                                   | 10.506                                | 11,3                                  |                                       |                                      |                                      |                                      |
| 8. Juni 2008 Wahlbeteiligung: 40,8 %  |                                       |                                       |                                       |                                       |                                      |                                      |                                      |
| Christoph Scheurer                    | CDU                                   | 62.347                                | 52,7                                  | ×                                     |                                      |                                      |                                      |
| Sebastian Scheel                      | Die Linke                             | 26.163                                | 22,1                                  |                                       |                                      |                                      |                                      |
| Gitta Schüßler                        | NPD                                   | 5.889                                 | 5,0                                   |                                       |                                      |                                      |                                      |
| Nico Tippelt                          | FDP                                   | 16.223                                | 13,7                                  |                                       |                                      |                                      |                                      |
| Helmut Berner                         | Grüne                                 | 7.589                                 | 6,4                                   |                                       |                                      |                                      |                                      |

[Anm. 1] Ein zweiter Wahlgang wird nur nötig, wenn kein Kandidat aus dem ersten Wahlgang die absolute Mehrheit erreicht hat und damit direkt gewählt ist. Im zweiten Wahlgang ist die relative Mehrheit für die Wahl zum Landrat ausreichend. Bewerber, die im ersten Wahlgang antreten, können vor dem zweiten Wahlgang ihre Kandidaturen zurückziehen. Ein zweiter Wahlgang wurde bisher 2022 nötig.

### Wappen
Blasonierung: „Gespalten, vorn in Blau ein in Gold und Silber geteilter, rot bewehrter Löwe; hinten dreimal von Rot und Silber schrägrechts geteilt.“
Am 30. September 2009 beschloss der Kreistag das neue Kreiswappen. Das Wappen soll eine Kombination aus den Wappen der ehemaligen Grafschaft Schönburg und der Pleißener Herrschaft darstellen, die beide auf dem Gebiet des jetzigen Landkreises lagen. Gestaltet wurden Wappen und Flagge vom Heraldiker Urich Hellem aus Halle an der Saale.

### Flagge
Die Flagge ist Rot – Weiß (1:1) gestreift mit in der Mitte aufgelegtem Landkreiswappen. Gestaltet wurden Wappen und Flagge vom Heraldiker Ulrich Hellem aus Halle an der Saale.

### Partnerschaft
Die am 3. Oktober 1990 zwischen dem Landkreis Lörrach und dem Landkreis Glauchau geschlossene Partnerschaft wurde 2008 mit der Kreisreform auf den Landkreis Zwickau übertragen.

## Wirtschaft
Vorherrschend im Landkreis Zwickau sind Automobilbau und Automobilzuliefererindustrie sowie Logistik, Maschinenbau und Elektrotechnik. Des Weiteren existiert eine Vielzahl kleiner bis mittelständischer Handwerksbetriebe.

## Infrastruktur

### Straßenverkehr
Hauptverkehrsadern im Kreisgebiet sind die Bundesautobahnen 4 und 72 sowie die Bundesstraßen 93, 173, 175 und 180.

### Eisenbahn
Die Bahnstrecke Dresden–Werdau führt als wichtiges Teilstück der Sachsen-Franken-Magistrale durch das Kreisgebiet mit Haltepunkten u. a. in Hohenstein-Ernstthal, Glauchau, Zwickau und Werdau.
Weiterhin verbindet die S-Bahn Mitteldeutschland seit Dezember 2013 den Landkreis mit Leipzig, dem Flughafen Leipzig/Halle und Halle (Saale).

## Gesundheitswesen
Im Landkreis Zwickau befinden sich sieben Krankenhäuser, ein Krankenhaus der Schwerpunktversorgung, fünf Krankenhäuser der Regelversorgung und ein Fachkrankenhaus.
- Heinrich-Braun-Klinikum Zwickau, Krankenhaus der Schwerpunktversorgung
- Rudolf Virchow Klinikum Glauchau
- Heinrich-Braun-Klinikum Standort Kirchberg
- DRK-Krankenhaus Lichtenstein gGmbH
- Pleißental-Klinik GmbH Werdau
- Paracelsus-Klinik Zwickau
- Asklepios Fachklinikum Wiesen GmbH Wildenfels – Fachkrankenhaus für Psychiatrie und Psychotherapie

Die Westsächsische Hochschule Zwickau bietet neben dem Diplomstudiengang  Gebärdensprachdolmetschen die zwei Bachelorstudiengänge „Gesundheitsmanagement“ und „Pflegemanagement“ sowie den Masterstudiengang Health Sciences an. Die Eubios-Akademie in Werdau ist eine staatlich anerkannte Weiterbildungseinrichtung für Gesundheitsfachberufe.
Der britische Pharmakonzern Aesica unterhält am Standort Zwickau ein Produktions- und Forschungszentrum.

## Bildung
Größte Bildungseinrichtung im Landkreis ist die Westsächsische Hochschule Zwickau. An der Fachhochschule, die aus der 1862 gegründeten Zwickauer Bergschule hervorging, sind derzeit etwa 5200 Studierende immatrikuliert. Darüber hinaus gibt es eine Studienakademie (BA-Glauchau) sowie 9 Berufsschulzentren und mehrere Gymnasien im Landkreis. Insgesamt hat der Landkreis Zwickau 124 allgemein bildende Schulen sowie 201 Kindertagesstätten.

## Schutzgebiete
Im Landkreis befinden sich fünf ausgewiesene Naturschutzgebiete (Stand März 2017).

## Städte und Gemeinden
(Einwohnerzahlen vom 31. Dezember 2024)
| Städte 1. Crimmitschau, Große Kreisstadt (18.272) 2. Glauchau, Große Kreisstadt (21.442) 3. Hartenstein (4411) 4. Hohenstein-Ernstthal, Große Kreisstadt (13.788) 5. Kirchberg (7678) 6. Lichtenstein/Sa. (10.875) 7. Limbach-Oberfrohna, Große Kreisstadt (23.673) 8. Meerane (13.567) 9. Oberlungwitz (5716) 10. Waldenburg (3941) 11. Werdau, Große Kreisstadt (20.520) 12. Wildenfels (3452) 13. Wilkau-Haßlau (9418) 14. Zwickau, Große Kreisstadt (87.410) | Gemeinden 1. Bernsdorf (2083) 2. Callenberg [Sitz: Falken] (4669) 3. Crinitzberg (1753) 4. Dennheritz (1266) 5. Fraureuth (5003) 6. Gersdorf (3659) 7. Hartmannsdorf b. Kirchberg (1320) 8. Hirschfeld (1040) 9. Langenbernsdorf (3392) 10. Langenweißbach (2356) 11. Lichtentanne (5958) 12. Mülsen (10.613) 13. Neukirchen/Pleiße (3761) 14. Niederfrohna (2182) 15. Oberwiera (1025) 16. Reinsdorf (7009) 17. Remse (1609) 18. Schönberg (855) 19. St. Egidien (3077) |

Verwaltungsgemeinschaften
1. Verwaltungsgemeinschaft Crimmitschau-Dennheritz mit den Mitgliedsgemeinden Crimmitschau (VG-Sitz) und Dennheritz
2. Verwaltungsgemeinschaft Kirchberg mit den Mitgliedsgemeinden Crinitzberg, Hartmannsdorf b. Kirchberg, Hirschfeld und Kirchberg
3. Verwaltungsgemeinschaft Limbach-Oberfrohna mit den Mitgliedsgemeinden Limbach-Oberfrohna und Niederfrohna
4. Verwaltungsgemeinschaft Meerane-Schönberg mit den Mitgliedsgemeinden Meerane (VG-Sitz) und Schönberg
5. Verwaltungsgemeinschaft Rund um den Auersberg mit den Mitgliedsgemeinden Bernsdorf, Lichtenstein (VG-Sitz) und St. Egidien
6. Verwaltungsgemeinschaft Waldenburg mit den Mitgliedsgemeinden Oberwiera, Remse und Waldenburg

## Kfz-Kennzeichen
Am 1. August 2008 wurde dem Landkreis das seit dem 1. Januar 1991 für den damaligen Landkreis und die damals kreisfreie Stadt Zwickau gültige Unterscheidungszeichen Z zugewiesen. Seit dem 9. November 2012 sind aufgrund der Kennzeichenliberalisierung zudem die Unterscheidungszeichen GC (Glauchau), HOT (Hohenstein-Ernstthal) und WDA (Werdau) erhältlich.